# Todd Brunson
Todd Alan „Darkhorse“ Brunson (* 7. August 1969) ist ein professioneller US-amerikanischer Pokerspieler. Er ist der Sohn der Pokerlegende Doyle Brunson und gewann 2005 ein Bracelet bei der World Series of Poker.

## Werdegang
Brunson lernte Poker auf dem College. Er brach sein Studium ab, um Pokerprofi zu werden. Der Amerikaner verbringt die meiste Zeit seiner Pokerkarriere damit, Cash Games um hohe Beträge zu spielen. Mit seinem 2023 verstorbenen Vater Doyle spielte er im Hotel Bellagio am Las Vegas Strip die höchsten verfügbaren Limits. Zudem ist er auch öfter bei großen Turnieren der World Series of Poker und World Poker Tour zu sehen.
Brunson gewann im Jahr 2005 im Rio All-Suite Hotel and Casino am Las Vegas Strip ein Bracelet in der Variante Omaha Hi-Lo, wodurch Doyle und Todd das erste Vater-Sohn-Duo wurden, die beide ein Turnier bei der World Series of Poker gewinnen konnten. In Doyles Buch Super/System 2 schrieb Todd Brunson das Kapitel über Seven Card Stud Hi-Lo. Seinen Spitznamen „Darkhorse“ erhielt er bei einem Turnier in seiner frühen Karriere, als er als großer Außenseiter galt und Größen wie David Reese hinter sich ließ. Bei dem Turnier Poker Superstars, an dessen zweiter und dritter Staffel er teilnahm, machte er aus finanzieller Sicht seine größten Gewinne. Er belegte zunächst den mit 140.000 US-Dollar dotierten zweiten Rang und gewann danach die dritte Staffel mit einem Hauptpreis von 400.000 US-Dollar. Er war 2007 in der dritten und vierten Staffel von High Stakes Poker zu sehen. Bei der WSOP 2012 und 2014 belegte Brunson jeweils einen zweiten Platz in Seven Card Stud.
Insgesamt hat sich Brunson mit Poker bei Live-Turnieren mehr als 4,5 Millionen US-Dollar erspielt. Von April bis November 2016 spielte er als Teil der Rome Emperors in der Global Poker League, verpasste mit seinem Team jedoch die Playoffs. Im Oktober 2016 wurde er in die Poker Hall of Fame aufgenommen.